# Advanced Attack Helicopter

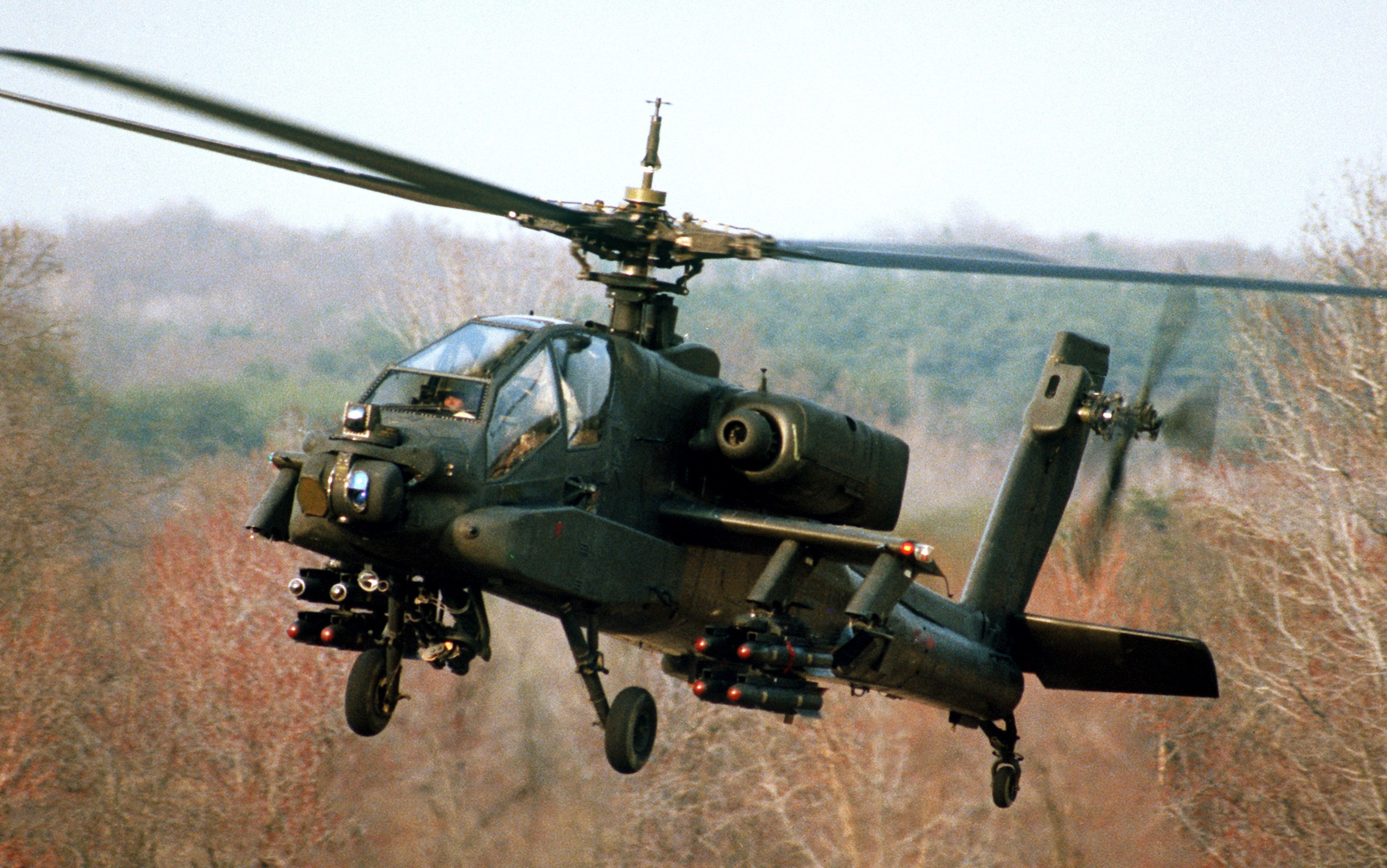
Un pendant un vol de démonstration, en 1982.

L'Advanced Attack Helicopter (ou AAH, en français : « Hélicoptère d'attaque avancé »), était un programme de l'United States Army pour le développement d'un hélicoptère d'attaque, débutant en 1972.
L'Advanced Attack Helicopter fit suite à l'annulation du programme de l'AH-56 Cheyenne. Après l'évaluation de plusieurs propositions, la compétition AAH fut réduite aux propositions des constructeurs Bell Helicopter et Hughes Helicopters. Après une série d'essais en vols des prototypes des deux compétiteurs, l'appareil de Hughes, l'YAH-64, fut sélectionné, en décembre 1976.

## Contexte

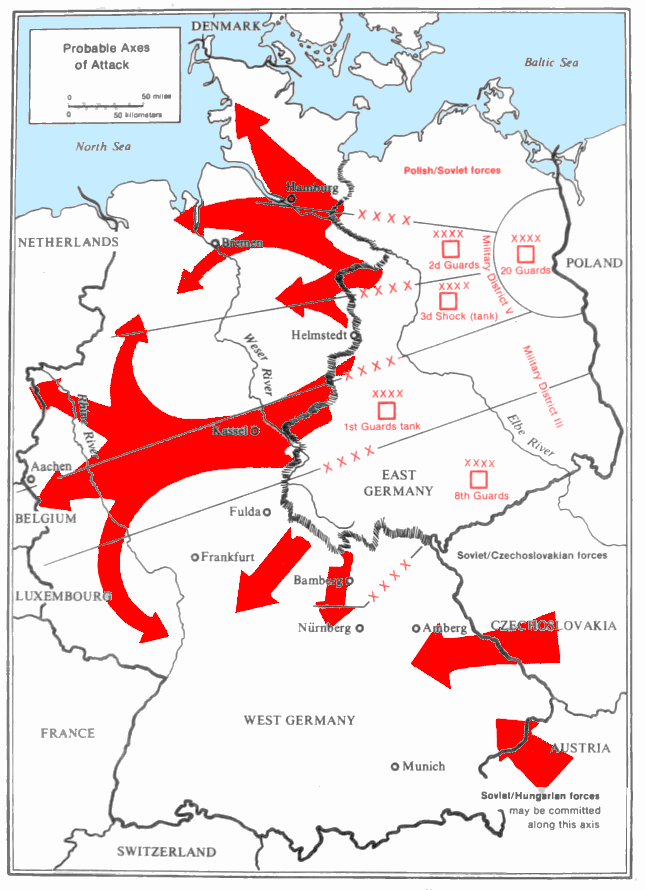
Axes potentiels d'attaque du pacte de Varsovie, à-travers la trouée de Fulda et la plaine d'Allemagne du Nord (d'après l'US Army).

Au milieu des années 1960, l'US Army lança un premier programme, l'Advanced Aerial Fire Support System (AAFSS), qui mena au développement du Lockheed AH-56 Cheyenne pour jouer le rôle d'appareil gunship antichar. L'US Army acheta l'AH-1G HueyCobra en tant que « modèle temporaire » pour les missions de « combats dans la jungle ». Toutefois, la plus grosse inquiétude de l'Army était la tâche de protection de l'Europe de l'Ouest contre les régiments de blindés des pays du Pacte de Varsovie,. Le scénario principal utilisé par l'OTAN pendant la Guerre froide fut celui qui déclarait que, si l'Union soviétique et les forces du Pacte de Varsovie envisageaient de mener une importante offensive blindée sur l'Europe de l'Ouest, elles traverseraient très probablement deux points clés sur la carte. Le premier était la trouée de Fulda : les forces auraient capturé en premier Francfort et auraient ensuite fait route vers le coude ouest du Rhin, au sud de Wiesbaden, ce qui ne représentait qu'un trajet de 137 kilomètres. Le deuxième était les plaines du nord de l'Allemagne. Le concept d'hélicoptère d'attaque avancé fut conçu précisément pour le besoin de défense contre une telle attaque.
En 1971, les frictions politiques s'intensifièrent entre l'US Army et l'US Air Force au sujet de la mission d'appui aérien rapproché, désignée « CAS » (pour « Close Air Support »). L'Air Force affirma que le Cheyenne marcherait sur les plates-bandes de la mission CAS qu'elle assurait pour l'Army, qui avait été mandatée avec l'accord de Key West (en) de 1948. Le département de la Défense des États-Unis mena une étude qui conclut que le programme A-X de l'Air Force, le Harrier proposé par l'US Navy et le Cheyenne étaient significativement différents et qu'ils ne constituaient pas une duplication des capacités.
L'Armée convoqua une task force spéciale sous les ordres du général Marks, en janvier 1972, pour réévaluer les besoins pour un hélicoptère d'attaque. La task force effectua les évaluations en vol de l'AH-56 en parallèle à deux autres alternatives industrielles, à des fins de comparaison : le Bell 309 KingCobra et le Sikorsky S-67 Blackhawk. En 1972, l'Army mena une démonstration compétitive des hélicoptères, du printemps au mois de juillet 1972, à l'issue de laquelle elle détermina que les trois appareils présentés ne pouvaient pas totalement répondre à ses attentes,,.
En avril 1972, le Sénat publia son rapport sur le CAS. Ce rapport recommanda le financement du programme A-X de l'Air Force — qui devint plus tard l'A-10 Thunderbolt II — et la procuration d'un nombre limité de Harriers pour la Navy. Le rapport ne fit jamais la moindre allusion au Cheyenne en son nom et n'offrit qu'une timide recommandation à l'Army, lui indiquant qu'elle pouvait continuer à chercher à obtenir des hélicoptères d'attaque, du moment que leur survivabilité pouvait être améliorée. Le programme du Cheyenne fut annulé par l'US Army le 9 août 1972,. Les raisons avancées par l'US Army pour cette annulation furent la grande taille de l'appareil et sa capacité nocturne/tous-temps inadéquate.

## Déroulement du programme

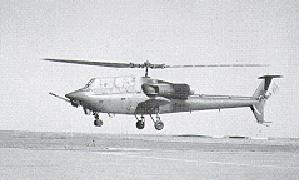
Un prototype YAH-63A.

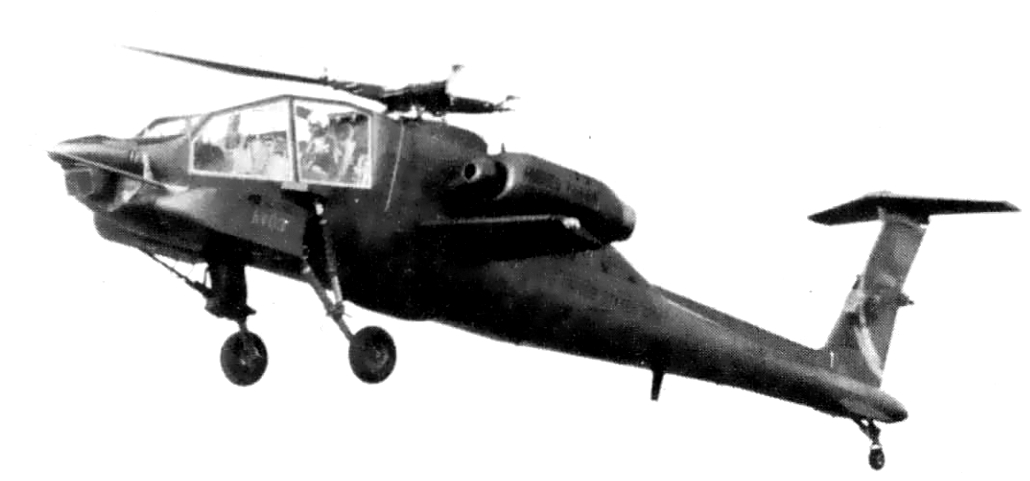
Un des premiers prototypes YAH-64A, doté d'une dérive en « T ».

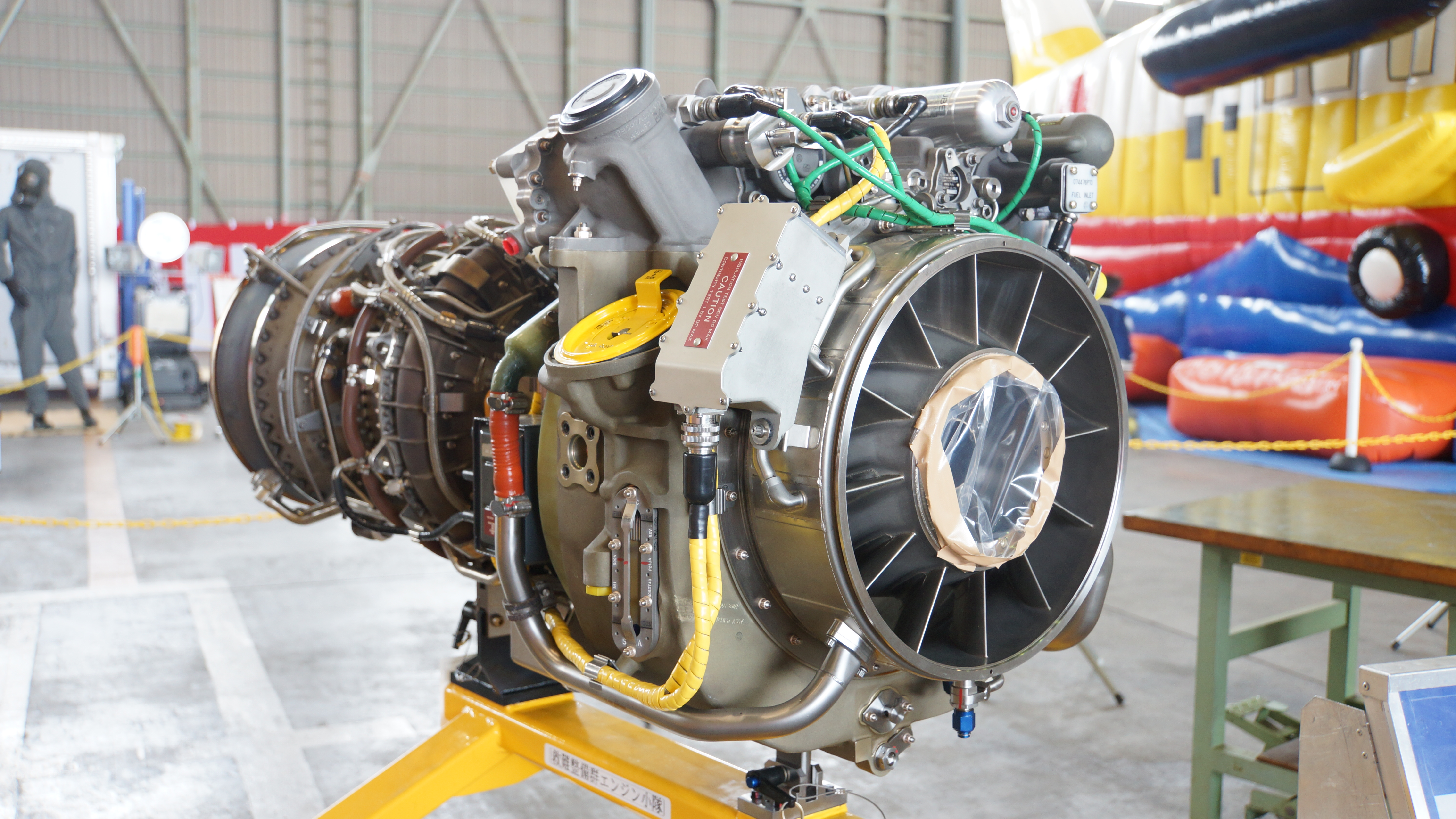
Le programme s'articulait autour des turbomoteurs General Electric T700.

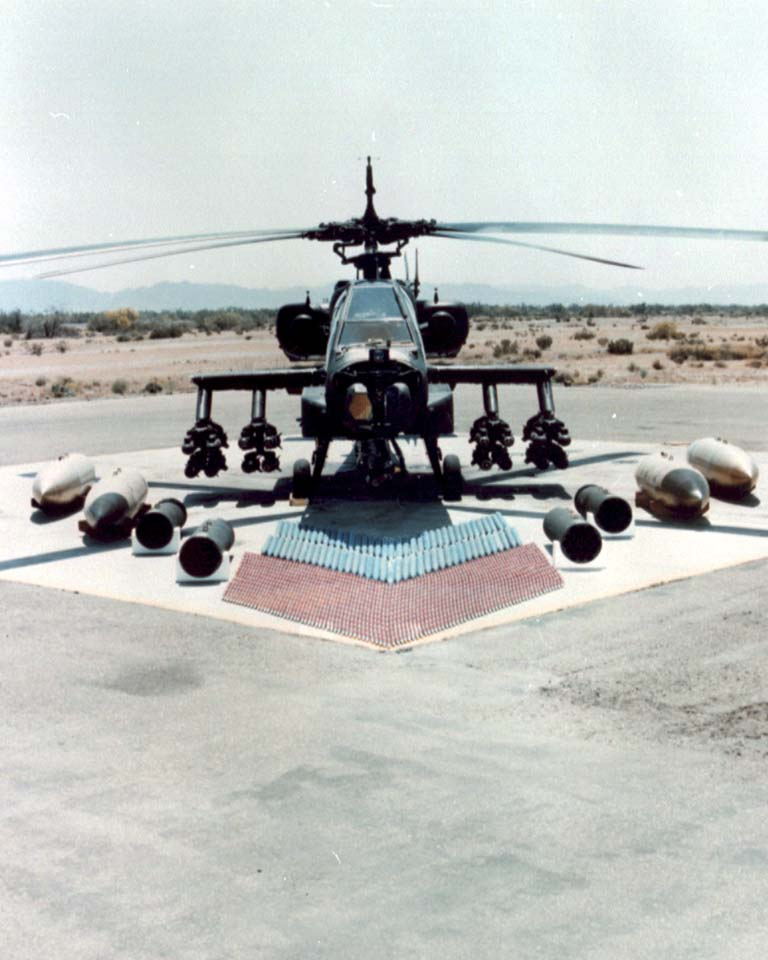
Un YAH-64A, exposant toutes les munitions et divers équipements qu'il peut emporter.

À la suite de l'annulation du programme de l'AH-56 Cheyenne, l'US Army rechercha un avion pouvant jouer le rôle d'appareil d'attaque antichar. L'Army voulait un avion plus efficace que l'hélicoptère AH-1 Cobra en matière de puissance, de performances et de rayon d'action. Il devait également disposer de la manœuvrabilité nécessaire pour effectuer des missions à très basse altitude. Le 17 août 1972, l'US Army mit en place le programme d'hélicoptère d'attaque avancé (en anglais : « Advanced Attack Helicopter », ou AAH). L'AAH cherchait un hélicoptère d'attaque basé sur l'expérience acquise pendant la guerre du Viêt Nam, avec une vitesse maximale d'au-moins 145 nœuds (269 km/h) et deux moteurs, pour une survivabilité améliorée. À ces fins, l'US Army publia un appel d'offres (en anglais : Request For Proposals, RFP) pour un hélicoptère d'attaque avancé le 15 novembre 1972. Les besoins exprimés par le programme AAH en matière de fiabilité, de survivabilité et de coûts d'exploitation à long terme étaient très similaires à ceux du programme d'hélicoptère utilitaire Utility Tactical Transport Aircraft System (UTTAS), qui fut à l'origine de la conception de l'UH-60 Black Hawk.
L'US Army spécifia que l'AAH devait être équipé de deux turbomoteurs General Electric T700, d'une puissance unitaire de 1 500 ch (1 120 kW). Le T700 était le même moteur que celui choisi dans le cadre de la compétition UTTAS, qui fut remportée par le Sikorsky UH-60 Black Hawk. L'AAH devait être armé d'un canon automatique de 30 mm et seize missiles antichars BGM-71 TOW, ainsi que de roquettes de 70 mm. La spécification d'armement concernant les missiles fut plus tard modifiée pour y inclure une chargement alternatif de seize missiles antichars AGM-114 Hellfire. Le Hellfire était alors en cours de développement et promettait une plus grande portée et une plus forte létalité que le TOW.
Des propositions furent présentées par cinq constructeurs : Bell Helicopter, Boeing-Vertol — associé avec Grumman —, Hughes Aircraft, Lockheed et Sikorsky. En juin 1973, le constructeur Bell et la Division aéronautique Toolco de Hughes — plus tard devenue Hughes Helicopters — furent sélectionnés comme finalistes, et reçurent chacun des contrats pour la construction de deux prototypes, à fournir à l'US Army au plus tard le 31 mai 1976. Cette étape devint la phase no 1 de la compétition.
Chaque constructeur produisit deux hélicoptères prototypes, pour un programme d'essais en vol devant se dérouler sur environ quatre mois. Le Model 409 (YAH-63 (en)) de Bell était doté d'un train d'atterrissage tricycle et plaçait le pilote sur le siège avant de l'appareil, au lieu du classique siège arrière, afin de l'aider dans les missions de vol à très basse altitude (aussi appelé « vol tactique »). Le Model 77 (YAH-64A) proposé par Hughes était doté d'un train d'atterrissage à roulette de queue, et son cockpit plaçait le pilote en position arrière légèrement surélevée. Faisant face à une date limite de la fin du mois de septembre pour le premier vol, L'YAH-64 de Hughes effectua son premier vol le 30 septembre 1975, alors que l'YAH-63 de Bell effectua son premier vol le 1er octobre,,. Si le premier vol de l'YAH-64, à Carlsbad en Californie, dépassa les attentes, avec un vol de 38 minutes, des virages, des vols stationnaires et des translations latérales, il n'en fut pas de même pour le prototype de Bell, victime de problèmes techniques causant le dépassement de la date initialement fixée. Lorsqu'il parvint finalement à décoller, le 1er octobre, ce ne fut que pour réaliser deux petits « sauts » n'excédant pas une durée totale de vol de deux minutes et demie, l'appareil subissant de fortes vibrations latérales. Le second YAH-64 effectua son premier vol le 22 novembre 1975, tandis que le second YAH-63 vola pour la première fois le 21 décembre 1975. Le premier YAH-63 s'écrasa en juin 1976, mais un prototype initialement destiné aux essais statiques fut porté au standard « volant » et, en même temps que le second prototype, s'engagea dans le concours contre l'YAH-64 de Hughes.
L'US Army fit subir aux quatre hélicoptères un programme d'essais en vol exigeants pendant l'année 1976, débutant au mois de juin,. Une compétition séparée fut menée pour la suite électronique de capteurs et d'équipements de ciblage pour le futur AAH, avec des propositions présentées par Martin Marietta et Northrop en novembre 1976. Pendant la phase d'évaluation des prototypes, l'US Army modifia l'arme antichar principale de l'AAH, passant du missile éprouvé TOW au nouveau Hellfire guidé par laser, qui avait une portée plus de deux fois supériure. Ce changement fut toutefois un pari risqué, car à ce moment, le Hellfire n'avait même pas effectué un seul vol, le contrat de développement initial pour cette arme n'étant signé avec Rockwell International qu'en octobre 1976.

## Sélection et conséquences
Après avoir évalué les résultats des tests, l'US Army sélectionna l'YAH-64 de Hughes, le 10 décembre 1976. Les deux concepts — L'YAH-64 et l'YAH-63 — furent jugés bons, mais celui de Hughes semblait posséder un avantage en matière de survivabilité. Les raisons de sa sélection à la place du projet de Bell incluaient également son rotor principal à quatre pales plus tolérant aux dommages, ainsi que la stabilité réduite de l'agencement tricycle du train d'atterrissage de l'YAH-63
L'AH-64A entra ensuite dans la phase no 2 du programme AAH, qui faisait appel à la construction de trois AH-64A de préproduction,, ainsi que la mise à jour des deux prototypes YAH-64A de tests en vol et l'exemplaire d'essais statiques (au sol) au standard AH-64A. Les armements et les systèmes de capteurs furent également intégrés et testés pendant cette période,, parmi lesquels le nouveau missile Hellfire.
La phase no 2 du programme fut victime de nombreux retards, pour diverses raisons — en particulier le développement de systèmes électroniques qui n'étaient pas encore prêts —, et s'étala sur une durée de plus de cinq ans. Le premier vol de la phase no 2, celui d'un prototype initial ayant été mis à jour, fut effectué le 28 novembre 1977, tandis que le premier vol d'un modèle de préproduction « nouvellement construit » fut réalisé le 31 octobre 1979. Entre-temps, les lancements initiaux de Hellfires avaient déjà été effectués, les premiers tirs se déroulant en avril 1979. Une évaluation compétitive des appareils de préproduction, un équipé avec la « suite » électronique Martin Marietta, l'autre avec la suite électronique conçue par Northrop, fut menée. Martin Marietta remporta la compétition, en avril 1980. Une commande de production initiale de onze « AH-64 Apache » fut publiée, le 26 mars 1982. Le nom « Apache » fut choisi à la fin de l'année 1981.